# شان بیلی
شان بِیلی (به انگلیسی: Sean Bailey) کارآفرین، تهیه‌کنندهٔ فیلم و مدیر ارشد اجرایی آمریکایی است، که در حال حاضر به‌عنوان مدیر عامل اجرایی شرکت والت دیزنی پیکچرز فعالیت می‌کند.